# Miltideaceae
Miltideaceae är en familj av lavar. Miltideaceae ingår i ordningen Lecanorales, klassen Lecanoromycetes, divisionen sporsäcksvampar och riket svampar.
|              | Sarrameanaceae             |
|              |                            |
|              | Hymeneliaceae              |
|              |                            |
|              | Brigantiaeaceae            |
|              |                            |
|              | Arctomiaceae               |
|              |                            |
|              | Stereocaulaceae            |
|              |                            |
|              | Sphaerophoraceae           |
|              |                            |
|              | Scoliciosporaceae          |
|              |                            |
|              | Ramalinaceae               |
|              |                            |
|              | Psoraceae                  |
|              |                            |
|              | Pilocarpaceae              |
|              |                            |
|              | Parmeliaceae               |
|              |                            |
|              | Mycoblastaceae             |
|              |                            |
| Miltideaceae | \| \| Miltidea \| \| \| \| |
|              | \| \| Miltidea \| \| \| \| |
|              | Megalariaceae              |
|              |                            |
|              | Lecanoraceae               |
|              |                            |
|              | Haematommataceae           |
|              |                            |
|              | Gypsoplacaceae             |
|              |                            |
|              | Cladoniaceae               |
|              |                            |
|              | Catillariaceae             |
|              |                            |
|              | Biatorellaceae             |
|              |                            |
|              | Ectolechiaceae             |
|              |                            |
|              | Dactylosporaceae           |
|              |                            |
|              | Crocyniaceae               |
|              |                            |
|              | Calycidiaceae              |
|              |                            |
|              | Tephromelataceae           |
|              |                            |
|              | Aphanopsidaceae            |
|              |                            |
|              | Myochroidea                |
|              |                            |
|              | Strangospora               |
|              |                            |
|              | Miltidea                   |
|              |                            |

|  | Miltidea |
|  |          |